# Sabrina Soussan
Pour les articles homonymes, voir Soussan.
Sabrina Soussan, née le 1er juin 1969 à Paris, est une ingénieure et dirigeante d'entreprise franco-allemande. Elle devient directrice générale de la nouvelle entreprise Suez le 1er février 2022 puis présidente-directrice générale de Suez du 22 juillet 2022 à fin janvier 2025. Sabrina Soussan est également présidente de la Fondation SUEZ.

## Biographie

### Jeunes années
Elle passe sa jeunesse, jusqu'au baccalauréat, à Dole, où son père, Raphaël Soussan, est directeur commercial de la société Ripotot. Elle y est licenciée au club d'athlétisme.
Elle devient ingénieure de l'École nationale supérieure de mécanique et d'aérotechnique de Poitiers en 1992. En 1993, elle obtient un MBA de l'IAE de Poitiers (université de Poitiers) et de l'université de Dublin (Irlande).

### Renault et Siemens
Elle commence sa carrière chez Renault comme ingénieur de développement de moteurs de 1994 à 1997 ; ces trois années « lui ont inculqué le sens du service client, du respect des délais et de l'innovation ». Elle occupe ensuite différentes positions chez Siemens Automobile/VDO, notamment comme chef de projet pour des systèmes essence et diesel pour Ford. Elle est ensuite manager d'une business unit de l'alliance Renault-Nissan.
De retour chez Siemens en 2009, elle est patronne de la stratégie et du marketing de la division des techniques de la construction en Suisse. En 2011, elle devient patronne de la gestion de l'énergie dans la même division. En 2013, elle passe à la division mobilité de Siemens, où elle s'occupe des trains régionaux, puis à partir de 2015 du matériel roulant. En 2017, elle devient codirectrice de la société Siemens Mobility à Munich.

### Dormakaba
Le 1er avril 2021, elle devient directrice générale de Dormakaba, une société suisse qui emploie 15 000 personnes dans le matériel pour la sécurité.

### Suez
Elle quitte Dormakaba le 1er janvier 2022, alors que sa nomination comme directrice générale de Suez a été décidée le 30 novembre 2021 après « un processus de sélection rigoureux ».
Elle rejoint Suez le 1er février. Le groupe Suez tel qu'elle le prend en main « a rétréci de 60 % mais garde toutes ses activités eau et déchets en France ».
Le mandat de 3 ans à la tête de Suez se termine fin janvier 2025 et n'est pas renouvelé par le conseil d'administration de la société. Au cours de ce mandat elle réussit à augmenter le chiffre d'affaires de Suez de 7 à 9 milliards d'euros, mais la rentabilité de la société se dégrade. Toutefois, les actionnaires reprochent à la patronne « des relations humaines très tendues avec ses pairs ».

### Autres mandats
Le 2 mars 2023, le constructeur aéronautique et aérospatial américain Boeing nomme Sabrina Soussan à son conseil d’administration. Elle devient ainsi la première administratrice indépendante de Boeing à être basée en dehors des États-Unis,.